# 暗號學園的伊呂波
《暗號學園的伊呂波》是由西尾維新擔任原作、岩崎優次擔任作畫的暗號解謎題材少年漫畫。從《週刊少年Jump》2022年51號開始，至2024年10號連載結束。單行本全7卷。描述在專門培育暗號兵的女子軍校「暗號學園」中，課業與生活中的一切都以暗號解謎決勝負的「暗號戰鬥漫畫」。
本作是西尾維新自《最強學生會長》完結以來睽違九年的《週刊少年Jump》連載。出於題材因素，本作的文字量極度豐富，再加上暗號的內容大部分為日文文字暗號，使得本作的翻譯作業困難重重。英文版最初的譯者庫瑪·希維蘇伯梅尼恩（Kumar Sivasubramanian）在翻譯了13話之後便宣布辭去工作，他表示這樣的內容要每週翻譯實在太過困難。本作的英文版目前仍在碧日和MANGA Plus平台上每週連載，已由新的翻譯接手工作。

## 故事大綱
為了應對未來可能發生的第四次世界大戰，在日本新成立了專門培育暗號兵的女子軍校「暗號學園」。新入學的15歲少年伊呂波坂伊呂波對於解謎一竅不通，連最基本的暗號作業都答不出來的他，某日幫助了神祕少女洞之峠凍，並從對方手中得到一副做為謝禮的眼鏡。戴上眼鏡的伊呂波意外發現眼前的暗號變得相當容易解讀，原來那是一副會激發配戴者解謎潛能的暗號兵器。眼鏡的發明者洞之峠凍實際上是一名透過戰爭賺錢的戰爭販子，為了找出隱藏在這間暗號學園中的500億虚拟货币，她試圖拉攏伊呂波加入自己的陣營，並要求伊呂波去與班上的其他同學競爭「班級兵長」的寶座。

## 登場人物
以下為有聲漫畫版的聲優。

### 主要角色
伊呂波坂伊呂波（聲：佐藤利奈）
1年A班1號，本作主角。是A班唯一的男學生，由於長相可愛，班上許多同學甚至沒發現他是男生。認為自己是班上第四可愛的。
在父親的要求下進入暗號學園，原本並不擅長暗號解謎，在凍的引導下逐漸對暗號解謎產生興趣，實力也突飛猛進。因主動幫助被東洲齋追捕的凍，而被對方贈予了最新型的眼鏡兵器，其效果為激發配戴者的暗號解謎潛能，讓配戴者自身進化成暗號兵器。雖說如此他卻喜歡靠自己的實力解謎，不太使用凍給的眼鏡。
擁有出類拔萃的解謎直覺，因此被凍相中並拉攏，並不曉得凍實際上是戰爭販子。夢想是透過暗號解謎來終止世界上所有的戰爭，為了這個目的而打算拉攏班上所有同學作為戰友，將成為班級領導者「班級兵長」設為目標，並在最終順利成為1年A班的班級兵長。
國中時是啦啦隊員，因此運動神經不錯也擅長舞蹈。國中時曾被兇惡的土匪綁架，在此契機下，鍛鍊出能透過他人的表情解讀他人心思的生存能力，更能透過自己的表情使他人讀懂自己的心思。口頭禪是「這只是伊呂波的伊（基礎中的基礎）」。
洞之峠凍（聲：佐倉綾音）
1年M班0號，是透過戰爭賺錢的戰爭販子，軍火商「踏席圖」的前任技術顧問，在濃姬家雪的邀請下進入暗號學園，目標是找出埋藏在學校中的500億虚拟货币。認為「戰爭」對於孕育人類文化不可或缺，然而過度的戰爭又將剝奪人類文化的發展，因此目標是創造出「能夠控制程度且不會結束的戰爭」。
眼鏡兵器的發明者，將種類眾多的眼鏡兵器贈予了包含伊呂波在內的A班學生，試圖拉攏她們。在欺騙並拉攏伊呂波的同時，似乎也受到對方的人格魅力吸引。
總是戴著實驗護目鏡、身穿白袍的藍髮少女。性格開朗，說話口吻如同男孩，第一人稱為「老子」（俺）。口頭禪是「雖然不能大聲說出來就是了」。
東洲齋享樂（聲：大西沙織）
1年A班8號，A班唯一的惡役千金，軍火商「踏席圖」的繼承者，也是凍原先的雇主。
態度強勢的黑髮大小姐，身旁總是跟著兩個跟班。其暗號解謎能力在班上也是鶴立雞群，在班上總是第一個繳交作業。雖然自稱為惡役千金，實際上相當重感情並遵守諾言，曾將凍視為朋友卻被對方背叛，因而深受打擊。在追捕凍的時候受到伊呂波的妨礙，多次與伊呂波交手，並逐漸與伊呂波成為了朋友。
總是講著與屁股有關的髒話，實際上是因為幼稚園時輸給了玩伴濃姬家雪，把當時的懲罰遊戲「一天內必須講十次跟屁股有關的話」嚴格執行到現在的緣故。
在數位暗號學園的虛擬貨幣挖掘戰中，按照學業成績被分配到地下200層，最終成為暗號學園的初代暗號皇帝。

### 暗號學園1年A班「無差別解讀班」
海燕寸暇（聲：蓮沼楓）
1年A班2號，A班唯一的辣妹。打扮光鮮亮麗，講著難懂的辣妹語言。頭上配戴的嘻哈風墨鏡實際上是凍給的眼鏡兵器。
早早就察覺到伊呂波的解謎潛能，主動接觸伊呂波並透過暗號對決認同了他，此後在伊呂波遇到麻煩時也會跳出來幫腔。在班級兵長最終選拔中有將票投給伊呂波。
與朧是同病相憐的戰友，因在故鄉犯下「打扮具有個人風格罪」而被判處500億年有期徒刑，希望贏得500億暗號貨幣來支付保釋金與罰金。2年後與朧一同潛入故鄉，暗中推動改革。
朧素朧（聲：藍澤步實）
1年A班3號。講話有中二病傾向的斗篷人，額頭上畫著邪眼。笑點很低，很重視夥伴。原為俘虜，逃獄後為了躲避追兵而進入暗號學園。
持有墨鏡型眼鏡兵器「色眼鏡」，戴上墨鏡後能夠透過變色來過濾出正確答案，平時放置在海燕的頭頂上。與海燕是互相協力的同盟關係。曾對伊呂波天真友善的性格看不過眼，卻在得知伊呂波的夢想後，轉為將他視為同盟對象，在班級兵長最終選拔中有將票投給伊呂波。
在數位暗號學園的虛擬貨幣挖掘戰中，按照學業成績被分配到地下50層。之後在地下100層的囚徒困境問題中自願頂罪，被關入大牢，犧牲自己讓伊呂波跟小緣繼續前進。
徐綿菓子（聲：矢野優美華）
1年A班4號，東洲齋享樂的親信之一，留著超短髮的高個頭女子。個性好勝、不服輸，就算是東洲齋也沒辦法讓她開口承認敗北。
從前曾經是縊梨慕的手下，在潛入敵對組織「踏席圖」時被抓住，就這麼留了下來並成為踏席圖千金東洲齋享樂的親信。現在變得相當重視並信任東洲齋。雖然以嚴厲的態度對待伊呂波，實際上人卻很好，多次擔心或同情起被各方勢力盯上的伊呂波。她讓初次接觸暗號的伊呂波感受到暗號的有趣之處，作為暗號兵受到伊呂波的憧憬。
在數位暗號學園的虛擬貨幣挖掘戰中，經由與縊梨慕的人質交換協議，與華衣謬交換而成為了E班隊伍的一員。挖掘開始時的層數是地下75層，但為了在數位暗號學園蒐集情報，不斷回到1層重新開始探索。在第八次的重新探索中由於累積過多疲勞，被擔心她精神狀況的伊呂波要求退賽，最終將蒐集到的情報託付給伊呂波後棄賽。
絣緣沙
1年A班5號。瀏海長到蓋住雙眼的陰沉美少女，衣服的袖子也很長。擁有外表想像不出的超快手速，能在極短時間內解完暗號。被伊呂波認為是A班最可愛的。
沒有去競爭班級兵長的幹勁，原本打算就這麼棄權，卻意外受到了來自伊呂波的組隊邀請。此後與伊呂波成為了最要好的朋友。在班級兵長最終選拔中有將票投給伊呂波。
是除了東洲齋派系和濃姬派系的幾名同學以外，1年A班裏頭唯一沒有被凍挖角的人，被縊梨慕指出是1年A班當中最沒用的。為了證明伊呂波選擇自己的眼光，將頭髮剪短並決定在數位暗號學園中證明自己的價值。在數位暗號學園的虛擬貨幣挖掘戰中，按照學業成績被分配到地下5層。之後很快就與伊呂波合流，幫助他一路過關斬將，最終在499層的閃電心算對決遭淘汰。
雁音嚇音（聲：齋田華帆）
1年A班6號，隨身攜帶暗號解讀書籍的優等生少女。性情溫和，喜歡解讀暗號和閱讀推理小說，是談及自己的興趣領域時便會滔滔不絕的類型。
擁有「能從對方的手勢解讀心思」的生存能力，被伊呂波尊稱為「名偵探」。配戴眼鏡兵器「機械驅使」，配戴期間會大幅降低配戴者的解謎能力，是自我限制型的眼鏡兵器。
在數位暗號學園的虛擬貨幣挖掘戰中，按照學業成績被分配到地下25層。由於深刻理解到數位暗號學園的危險性，在地下44層積極地遣返實力不足的對手，使他們能夠安全退出數位暗號學園。在遣返三人後也打算將伊呂波等人安全遣返，最終敗給伊呂波等人而遭淘汰。
小芝井紀律
1年A班7號，隨心所欲的自由人，明明是軍校卻連制服都不穿，有著不管做什麼事都得開心才行的座右銘。認真起來時似乎也擁有不遜於多夕的實力。
持有墨鏡型眼鏡兵器「暗黑眼鏡」，可以察覺到被隱藏起來的暗號，但並不具備暗號解讀能力。在班級兵長最終選拔中有將票投給伊呂波。
在數位暗號學園的虛擬貨幣挖掘戰中，雖然按照學業成績被分配到111層，卻認為遊戲應該從頭開始破關才好玩，刻意回到了1層重新開始。之後與伊呂波、華衣謬等人組隊，一路下到499層，最終在閃電心算對決中遭淘汰。
（匿名希望）
1年A班9號。臉上總是被一條黑槓擋住雙眼的謎之少女。該黑槓實際上是她的面具型眼鏡兵器「個人情報縫合法」，無論透過目視、虹膜檢驗或者是臉部辨識系統都無法辨識出她的個人情報，是對解謎沒有幫助的眼鏡兵器，也因此她完全是靠自己的實力在解謎。摘下面具後的素顏是連伊呂波都自嘆不如的超級美少女。
第一人稱為「老朽」（ワシ），平時使用關西腔說話，然而實際上似乎不是關西出身。座右銘是「百無禁忌」，總是在耍卑鄙的手段。態度囂張，連班上同學的名字都不去記，喜歡痛罵對手。由於眼鏡兵器的緣故在班上並不起眼，直到班級兵長選拔第二輪才展現出實力，在最終選拔中也擊敗了東洲齋和要塞村，被認為擁有班級兵長的實力。
在數位暗號學園的虛擬貨幣挖掘戰中，化名為F班學生「亡骸無名」（亡骸なも），使用F班的名額參賽。之後使用作弊手段跳過大量樓層，並在102層與要塞村組成隊伍，與她協力擊敗了F班兵長儚。在499層的閃電心算對決中幾乎留到最後，是最後一個被淘汰的人。
膾商
1年A班10號，綁著三股辮的黑髮少女，半張臉都被醫療用口罩擋住，毫無表情變化且沉默寡言，一句話最多不超過兩個讀音。
表面的身分是濃姬家族的推銷商，常與濃姬派系的其他人一同行動。真實身分是濃姬家的「御庭番」，也就是忍者，擁有優秀的體能和拷問耐性。
在數位暗號學園的虛擬貨幣挖掘戰中，按照學業成績被分配到地下88層，並在地下175層與伊呂波和小緣會合，協助她們繼續向下。最終在499層的閃電心算對決遭淘汰。
沼田場愁嘆（聲：雪深山福子）
1年A班11號。上半身纏滿繃帶、一隻眼睛戴著醫療眼罩的少女。自稱是受到朋友的邀請而入學。第一人稱為「愁嘆」。
真實身分為東洲齋享樂沒有血緣關係的妹妹，與義姐關係良好。父母曾是踏席圖的員工，在一場兵器開發實驗中意外死去，之後她就被東洲齋家收養。
濃姬家雪（聲：丸山美紀）
1年A班12號，全校唯一的貴族階級，是創建暗號學園的濃姬家族現任當家。總是將所謂的貴族義務掛在嘴邊，慷慨地向有才華的人提供金錢援助。
與東洲齋是認識多年的兒時玩伴，雖然表面上兩人不和，私底下感情其實很好。看中凍的才華而將她從東洲齋那挖角過來，現在則是對伊呂波產生興趣而願意為他的夢想出資，在班級兵長最終選拔中有將票投給伊呂波。
視障者，從前因為某個暗號導致失明，現在則由於配戴凍打造的義眼型眼鏡兵器，還算是能看見一點東西。
母倉亂數籤（聲：矢部仁美）
1年A班13號，濃姬家族的骑士，家族世代都是軍人。作為濃姬的親信，總是站在一旁輔佐著她。
平時只露出右眼，左眼則被過長的瀏海蓋住，似乎隱藏著某種眼鏡兵器。專長是漫画風格的人物繪畫。
牡丹山春霧（聲：木南向葵）
1年A班14號，黑髮雙馬尾的異色瞳少女。由於反應和講話都很直白，沒有隱藏意圖，成為了1年A班少有的吉祥物角色。與雁音嚇音是好朋友。
事實上是為了補償父親犯下的外患罪而進入暗號學園。2年後成為領導3年級學生的「學年大將」，以及3年A班的班級兵長。
真蟲犇蝌蚪（聲：實本有希子）
1年A班15號。頭上綁著迷彩花紋頭巾，一舉一動很有軍人風格的短髮少女，第一人稱為「某」。
持有耳罩型眼鏡兵器「絕對音鑑」，能夠對暗號進行聲音分析，也能將暗號轉化為聲音形式。對於劇本殺非常熱衷，由於太過於投入角色扮演而在第二輪選拔中敗給了伊呂波。
目目蓮馬醉木
1年A班16號。總是抱著泰迪熊玩偶的可愛少女，雖然眼神僵硬笑容不自然，但其實是喜怒形於色的類型。偶爾會講出活人刺身這類獵奇的發言。
持有遠距操作型眼鏡兵器「玩偶全看得見」，效果不明。和徐綿菓子是朋友。
夕方多夕（聲：結川麻希）
1年A班17號，東洲齋享樂的親信之一，眼神慵懶的馬尾女孩。與東洲齋跟濃姬同時也是兒時玩伴的關係，被東洲齋視為朋友對待。
實力堅強但不具備幹勁，自稱對欺負弱者沒有興趣。有著「心理創傷製造機」的外號，常常將暗號對決的對手逼到患上創傷後壓力症，伊呂波與蜂起星皆為其受害者。雖然實力在作品中數一數二，卻有著運氣極差的弱點。
原為防衛大臣的千金，小時候曾與東洲齋跟濃姬平起平坐，卻在五歲時大義滅親，將父親顛覆國家的計畫公諸於世，阻止了戰爭的發生，但也因此遭唾棄而失去一切。之後便被東洲齋收留，成為她的侍從。
在數位暗號學園的虛擬貨幣挖掘戰中，按照學業成績被分配到地下150層。在地下200層與縊梨慕進行暗號對決，並刻意將結果控制成雙方平手。之後與東洲齋等人組隊向下，最終在499層的閃電心算對決中因運氣太差、失去勝算而主動棄權。
要塞村鹵獲（聲：藍谷早咲）
1年A班18號，性格光明磊落的短髮少女，很注重所謂的公平競爭，在班級兵長最終選拔中得到了全班投票，是四名候選人中最有聲望的人，通稱「人望怪物」。
頭上戴的飛行員護目鏡是兄長的遺物，自稱入學的理由是為了實現兄長未能達成的遺憾。在入學時受到了凍的招募，但以「我已經有大哥的護目鏡了」為由拒絕了凍的眼鏡兵器。與凍的理念不合，凍曾表示只要不是她當選，其他三個誰贏都無所謂。
原本對數位暗號學園沒有興趣，但凍卻拿其兄長的遺骨作為誘餌，請求她進入數位暗號學園並暗中協助伊呂波跟東洲齋。之後與匿名希望組隊闖關，最終在499層的閃電心算對決中遭到匿名希望的暗算而被淘汰。
羊狼川食穗（聲：鈴枝彩）
1年A班19號，濃姬家族的食客。眼神兇惡、口氣粗魯的小混混，身上常配有一把刀。喜歡吃東西也擅長料理，自幼生長在只能喝廢水的環境，因此現在的生活對她而言宛如天堂。與同派系的母倉和膾不同，是在入學之後才被拉攏進濃姬派系。
肉枝搾（聲：實本有希子）
1年A班級任導師，戴著單邊眼罩、身穿美式軍服的斯巴達風格女教官。身材精實，教授科目為保健體育。伊呂波被問及「A班最想跟哪一個人結婚？」時講了她的名字。
賞罰分明，在給予學生艱難挑戰的同時，也不忘為其準備對應程度的獎賞。私底下會在語尾添加愛心符號，用比較輕鬆的口吻說話。

### 暗號學園1年B班「情報擾亂班」
陸繋島蜻蛉
1年B班班級兵長，頭戴女僕裝貓耳、雙手總是握著背包肩帶的高䠷少女，背包上有破爛的蜻蜓翅膀裝飾。沒什麼表情變化的撲克臉。擅長踢足球。
在數位暗號學園的虛擬貨幣挖掘戰中，按照學業成績被分配到地下100層。之後與得手仕手組隊闖關，在499層的閃電心算對決中遭淘汰。
得手仕手酷歐卡
1年B班班級副兵長，身軀龐大的一頭黑熊，自稱是穿著布偶裝的人類，但奔跑時卻是四足著地且會發出熊吼。性格嚴厲，會對犯錯的人說教。
在數位暗號學園的虛擬貨幣挖掘戰中，按照學業成績被分配到地下99層。之後與陸繋島組隊闖關，在499層的閃電心算對決中遭淘汰。
曇雲蜘蛛真赤
1年B班級任導師，戴著蜘蛛網圖案眼鏡、身著西裝的短髮女性。教授科目為社會。

### 暗號學園1年C班「精神感應班」
夜鳴鶯安法莉德
1年C班班級兵長，個頭嬌小的跳級生，雖然年紀尚幼，氣勢卻不輸給其他的班級兵長。
兒童體操項目的金牌選手，動作極度敏捷。擁有「能感受到他人視線」的生存能力。其姊夜鳴鶯安維夏斯（夜鳴鶯アンヴィシャス）是伊呂波國中時的救命恩人。
在數位暗號學園的虛擬貨幣挖掘戰中，按照學業成績被分配到地下140層，最終在499層的閃電心算對決中遭淘汰。
遂七不思議皮可
1年C班成員，戴著漆黑面罩的藍髮幼童，和安法莉德同樣擁有嬌小的身材。作為精神感應班的一員，擁有「預知未來」的生存能力，因此講話總是使用過去式。
在數位暗號學園的虛擬貨幣挖掘戰中，按照學業成績被分配到地下9層，並在44層的「軍法麻將」對決中遭雁音淘汰。在挖掘戰開始前便預知到了自己的敗北。
育雛醇乎（聲：藍谷早咲）
1年C班級任導師，身穿實驗白袍的短髮女性，總是一副醉醺醺的樣子。教授科目為理科。

### 暗號學園1年D班「遺言解讀班」
柘榴口接吻
1年D班班級兵長，有著美麗嘴唇的黑髮少女。是班級對抗暗號對決的發起人，想將協助A班的凍拉攏到D班這邊，對於A班有著一定程度的敵意。
夢想是打造出足以收容世界77億人口的「暗號金字塔」，認為終將發生的世界大戰將會毀滅人類世界，所以至少希望能替這77億人準備好墳墓。
在唯一沒有參加虛擬貨幣挖掘戰的班級兵長，理由是「不會參加有死亡風險的遊戲」。
亞鉛亞鈴
1年D班成員，身著漆黑運動服、手持佛珠、塗著漆黑口紅，宛如喪服打扮的黑髮少女。
外表給人文靜的印象，講起話來卻相當粗暴。說話總會加上「DEATH」「DIE」等死亡相關的詞彙。
在數位暗號學園的虛擬貨幣挖掘戰中，按照學業成績被分配到地下20層，並在44層的「軍法麻將」對決中遭雁音淘汰。
骸骨雀甲烷
1年D班成員，隨時隨地戴著防毒面具的馬尾少女。由於和夜鳴鶯安法莉德名字有點像，在學年大將決勝戰結束後兩人成為了朋友。
在數位暗號學園的虛擬貨幣挖掘戰中，按照學業成績被分配到地下30層，並在44層的「軍法麻將」對決中遭雁音淘汰。
拂澤文挾
1年D班級任導師，配戴墨鏡、身材高䠷的老婦人。教授科目為國語。

### 暗號學園1年E班「潛入搜查班」
縊梨慕
1年E班班級兵長，配戴圓頂硬禮帽與鐮刀手杖，打扮宛如紳士的英挺少女。雖然是潛入搜查班的班長，卻總是滔滔不絕地將情報洩漏給對手。
隸屬於軍火商「踏席圖」的敵對組織，也是綿菓子曾經的上司。
在數位暗號學園的虛擬貨幣挖掘戰中，按照學業成績被分配到地下175層，在250層的法庭樓層作為證人替東洲齋辯護，並使眾人得以通關。最終在499層的閃電心算對決中遭淘汰。
蜂起星千變萬歌
1年E班成員，E班首屈一指的變裝兵，能夠幾近完美地變裝成他人，初登場時便打扮成伊呂波的樣子混淆A班成員。凍評價其為「足以讓濃姬以重金挖角的優秀人才」。
變裝被識破後與夕方多夕進行了暗號對決，但慘遭對方光速秒殺，對決結束後便被直接送往保健室，有一段時間甚至無法開口說話。之後與前來探病的伊呂波成為了同病相憐的朋友。
華衣謬
1年E班成員，E班首屈一指的潛入兵。有著極具特色的步槍造型眉毛和照準器造型瞳孔。個性很好，被縊梨慕稱為「E班的良心」，在對決中落敗也會很有風度地替對手鼓掌。
肢體柔軟，常神不知鬼不覺地躲藏在桌子底下竊聽情報，曾在桌子底下竊聽多場暗號對決，對於A班可說是瞭若指掌。
在數位暗號學園的虛擬貨幣挖掘戰中，經由綿菓子與縊梨慕的人質交換協議，與綿菓子交換而成為了A班隊伍的一員。挖掘開始時的層數是地下44層，但卻因為無法擊敗雁音而持續卡關，在伊呂波等人到來後終於合作擊敗雁音並繼續向下。在499層向其餘十二名倖存的參賽者提案以「閃電心算對決」一決勝負，身為提案者卻在對決中迅速地淘汰出局。
氾濫原雍容華貴
1年E班成員，縊梨慕的影武者，平常總是打扮成縊梨慕的樣子。與縊梨慕本人相比頭髮較短。
氾濫原黏巴達
1年E班成員，氾濫原雍容華貴的姊姊。縊梨慕與妹妹的影武者，平常總是打扮成縊梨慕與妹妹的樣子，可說是「影武者的影武者」。與縊梨慕本人相比頭髮較黑。
歌劇法師歌舞妓
1年E班級任導師，教授科目為音樂與美術。

### 暗號學園1年F班「特命班／拷問豁免隊」
儚石楠花
1年F班班級兵長，拷問官。面容被牛皮紙袋面罩遮擋，黑色長髮留到超過臀部的長度。使用京都方言。
在學年大將決勝戰中與匿名希望達成某種協議，讓她使用F班的名額進入數位暗號學園，卻在數位暗號學園裡遭到匿名希望的背叛，被要塞村和匿名希望合力擊敗並被淘汰。挖掘開始時的層數是地下130層。
真實身分是美國國家安全局的職員，似乎是成年人。潛入暗號學園的目的是防止500億暗號貨幣被挖掘出來後可能導致的通貨膨脹。在最終卷的修學旅行中回到家鄉美國並露出素顏。
九連環卡爾達諾
1年F班級任導師，面容被黑漆漆的面罩遮擋。教授科目為數學。

## 出版書籍
| 卷數 | 集英社 | 集英社        | 集英社                 | 尖端出版      | 尖端出版               |
| 卷數 | 副標題 | 發售日期      | ISBN                   | 發售日期      | ISBN                   |
| ---- | ------ | ------------- | ---------------------- | ------------- | ---------------------- |
| 1    |        | 2023年3月3日  | ISBN 978-4-08-883439-9 | 2025年2月19日 | ISBN 978-626-403-516-3 |
| 2    |        | 2023年5月2日  | ISBN 978-4-08-883531-0 | 2025年7月2日  | ISBN 978-626-403-684-9 |
| 3    |        | 2023年8月4日  | ISBN 978-4-08-883594-5 |               |                        |
| 4    |        | 2023年10月4日 | ISBN 978-4-08-883669-0 |               |                        |
| 5    |        | 2024年1月4日  | ISBN 978-4-08-883795-6 |               |                        |
| 6    |        | 2024年3月4日  | ISBN 978-4-08-883846-5 |               |                        |
| 7    |        | 2024年5月2日  | ISBN 978-4-08-884021-5 |               |                        |

## 腳註
1. ↑  其名「凍」日文音同「小聲」。
2. ↑  其名「亂數籤」日文音同「蘭斯洛特」。

## 外部連結
- 集英社《週刊少年Jump》官方網站
- 暗號學園的伊呂波的X（前Twitter）